# Galatina Challenger 1981
Il Galatina Challenger 1981 è stato un torneo di tennis facente parte della categoria ATP Challenger Series nell'ambito dell'ATP Challenger Series 1981. Il torneo si è giocato a Galatina in Italia dal 4 al 10 maggio 1981 su campi in terra rossa.

## Vincitori

### Singolare
Werner Zirngibl ha battuto in finale  Hans Simonsson con il punteggio di 7–6, 7–5

### Doppio
Carlos Gattiker /  Patrizio Parrini hanno battuto in finale  Roberto Carruthers /  Fernando Dalla-Fontana con il punteggio di 6–4, 5–7, 7–5